# Olha Taratuta

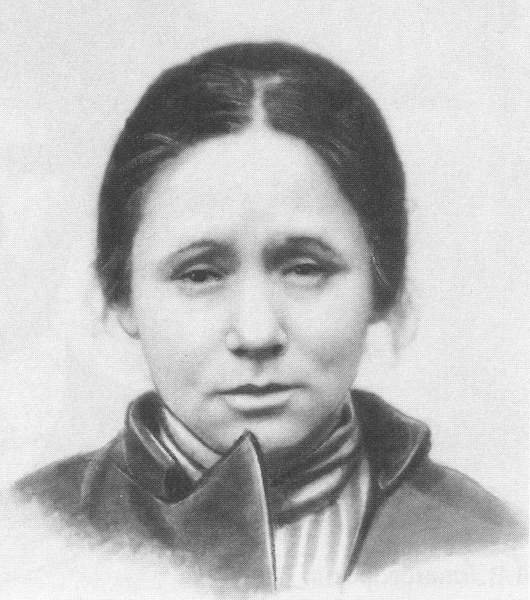
Olha Taratuta

Olha Illiwna Taratuta (ukrainisch Ольга Іллівна Таратута, * 1876 in Nowodmytriwka Perscha, Gouvernement Taurien, Russisches Kaiserreich; † 8. Februar 1938 in Moskau) war eine ukrainische Anarchistin. Sie war die Gründerin des ukrainischen Ablegers des Anarchistischen schwarzen Kreuzes.

## Biografie

### Aktivitäten im Russischen Kaiserreich
Olha Taratuta entstammte aus einer intellektuellen jüdischen Familie. Nach der Schule absolvierte sie eine Ausbildung als Lehrerin und wechselte später zur Metallarbeit. Im Alter von 19 Jahren wurde sie wegen eines „politischen Verdachts“ verhaftet und später freigelassen. 1897 trat sie den Sozialdemokraten in Jelisawetgrad bei und nahm an Komitees der Sozialdemokraten sowie der südrussischen Arbeitervereinigung teil. 1901 floh sie in die Schweiz und ins Deutsche Kaiserreich, um einer Verhaftung zu entgehen. Dort traf sie Wladimir Lenin zum ersten Mal und war mit ihm zusammen am Verfassen der russischen Zeitung Iskra beteiligt. 1903 trat sie einer Gruppe Anarchisten in Genf bei.
1904 reiste sie zurück in die Ukraine nach Odessa. Dort organisierte ihre Gruppe geheime Druckereien und Laboratorien zur Bombenherstellung. Am 12. April 1904 führte die Polizei eine Razzia gegen die Gruppe aus, bei der die Hälfte ihrer Mitglieder festgenommen wurden. Sie formierten sich danach in einer südrussischen anarcho-kommunistischen Gruppe neu. Im Herbst hatte sich die Zahl der Mitglieder von Taratutas Gruppe auf 70 erhöht und sie hatten mehrere hundert Sympathisanten. Nachdem sie in Białystok Mitglieder der anarcho-kommunistischen Organisation Tschornoje snamja (= Schwarzes Banner) getroffen hatte, gründete sie einen Ableger dieser Gruppe in Odessa. Im Oktober 1905 wurde sie aufgrund des Verdachts, an einem Bombenanschlag in einem Café in Odessa beteiligt gewesen zu sein., Sie wurde zu 17 Jahren Schwerarbeit verurteilt, erhielt wegen der Revolution von 1905 jedoch eine Amnestie. 1906 kam es in Odessa zu Ausschreitungen zwischen Anarchisten und der Schwarzen Hundert, an denen Taratuta sich beteiligte, indem sie Bomben warf. Während der folgenden zwei Jahre plante  sie Enteignungen sowie politische Attentate und führte sie auch aus. Sie wurde im Dezember 1908 in Jekaterinoslaw verhaftet, als sie auf dem Weg war, einen Bombenanschlag an einem Gefängnis in Kiew zu begehen. Dafür wurde sie zu 21 Jahren Haft verurteilt.

### Aktivitäten während des Russischen Bürgerkriegs
Taratuta wurde nach der Februarrevolution 1917 entlassen. In Kiew verbrachte sie zwei Jahre damit, den Opfern der politischen Verfolgung durch Pawlo Skoropadskyjs Regierung zu helfen. Sie trat dem Anarchistischen Roten Kreuz bei, um die Opfer der Verfolgung durch die Bolschewiki zu unterstützen. Im Juni 1920 wurde sie zum Sekretariat des Nabat, einer Konföderation der anarchistischen Organisationen in der Ukraine während des Russischen Bürgerkriegs, berufen, arbeitete für die Golos Truda und wurde zur Vertreterin der Machnowschtschina in Charkiw ernannt. Nestor Machno gab ihr fünf Millionen Rubel, um den ukrainischen Ableger des Anarchistischen Roten Kreuzes zu gründen, der in Schwarzes Kreuz umbenannt wurde.

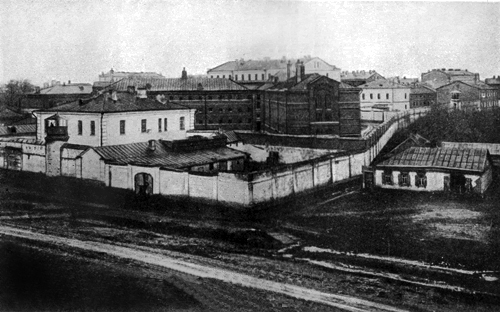
Zentralgefängnis von Orjol, in dem Taratuta inhaftiert war

Im November 1920 wurde Taratuta von der Tscheka verhaftet. Sie war zunächst in Butyrka inhaftiert, wo sie misshandelt wurde, und wurde im Januar 1921 nach Moskau verlegt. Am 13. Februar 1921 wurde sie für einen Tag freigelassen, um Pjotr Kropotkins Sarg zu seiner letzten Ruhestätte zu tragen. Im Mai haben die Behörden Sowjetrusslands ihr angeboten, sie unter einer Bedingung freizulassen. Dafür sollte sie versprechen, weitere Aktionen zu untersagen, was sie abgelehnte. Taratuta wurde zum Zentralgefängnis von Orjol verlegt. Dort nahm sie an einem elftägigen Hungerstreik zum Protest gegen die Bedingungen im Gefängnis teil. Sie bekam Skorbut und verlor den Großteil ihrer Zähne.

### Aktivitäten in der Sowjetunion
1922 wurde Taratuta nach Wologda verbannt. Nach ihrer Entlassung 1924 kehrte sie nach Kiew zurück, wo sie der Gesellschaft der ehemaligen politischen Gefangenen und verbannten Siedler beitrat. Die Mitglieder der Gesellschaft erhielten ein kleines Gehalt. Taratuta verließ die Gesellschaft, nachdem sie unter die Kontrolle der Bolschewiki gekommen war. 1925 wurde sie kurzzeitig für die Verbreitung anarchistischer Propaganda verhaftet.
1927 kehrte Taratuta nach Odessa zurück. Als der Prozess gegen Sacco und Vanzetti in den USA begann, stand sie mit einer in Moskau ansässigen illegalen anarchistischen Organisation zu deren Unterstützung in Verbindung. Sie erhielt von ihr Handzettel, die gegen die Unterdrückung der Anarchisten durch die Bolschewiki aufrief. Taratutas Wohnung wurde am 23. September von der Polizei durchsucht und sie wurde zusammen mit anderen anarchistischen Kameraden verhaftet. Sie wurde nach kurzer Zeit freigelassen, jedoch erhielten die anderen mehrjährige Haftstrafen. Als Reaktion darauf verfasste sie einen Kommentar, in dem sie die Verurteilung ihrer Kameraden durch die Bolschewiki kritisierte. Er endete mit dem Absatz:

„Ich erkläre euch hiermit mit äußerster Empathie, dass eure Handlung so verachtenswert und unverschämt ist, dass sie den Massen bekannt gemacht werden muss. Ich verkünde euch hiermit, dass ich jede in meiner Macht stehende Möglichkeit verwenden werde, die Arbeiter über die Angelegenheit zu informieren. Ich erkenne die Konsequenzen meiner Erklärung vollkommen. Doch erinnert euch, dass die Methoden des Zaren ihre Zwecke nicht erfüllt haben. Genauso werdet ihr Ideen nicht durch die Kugel oder das Gefängnis töten können. Was mich betrifft, ist es mir gleich, ob ihr mich in das kleinere Gefängnis oder das große steckt, in das ihr Sowjetrussland verwandelt habt.“

Folglich organisierte sie ein Schmuggelsystem für anarchistische Literatur und Publikationen in und aus der Sowjetunion. Sie organisierte einen illegalen Kanal durch die sowjetisch-polnische Grenze bei Riwne. Die Literatur und Briefe wurden unter anderem in die Ukraine, nach Moskau, Leningrad, Kursk und in die Powolschje geschickt. Sie hatte den Korridor auch genutzt, um ihre eigenen Dokumente zur Unterstützung der von den Bolschewiki eingesperrten Anarchisten zu veröffentlichen. 1929 wurde sie in Odessa verhaftet, weil sie Bahnarbeitern dabei geholfen hatte, sich zu organisieren. 1931 wurde sie entlassen und zog nach Moskau um, wo sie in einer Metallbearbeitungsanlage arbeitete. Sechs Jahre später wurde sie ein Opfer der Stalinschen Säuberungen. Sie wurde verhaftet und ihr wurden vage antisowjetische Aktivitäten vorgeworfen. Sie wurde am 8. Februar 1938 zum Tode verurteilt und erschossen.

## Privates
Taratutas Schwester Kachyla war ebenfalls eine Anarchistin. Sie war Mitglied des Schwarzen Banners und hatte an bewaffneten Widerstandskämpfen teilgenommen. Sie wurde zu zwanzig Jahren Schwerarbeit in einem Gefängnis in Ostsibirien verurteilt. 1911 wurde sie entlassen, weil sie Epilepsie hatte, und zu einer Siedlung geschickt, von der sie nicht mehr zurückkehrte.